# Club Sport Paramonga
El Sport Paramonga es un club de fútbol peruano de la ciudad de Paramonga en el Departamento de Lima. Fue fundado en 1929 y actualmente participa en la Copa Perú.
Es la institución deportiva más antigua de Paramonga y ser el único club que desde su fundación, siempre se ha mantenido participando en la Primera División de la Liga Distrital de Fútbol, inicialmente de Pativilca y posteriormente de Paramonga.
Su rival tradicional e histórico fue el Circolo Sportivo Paramonga, actualmente inactivo, equipo con quien disputaba el Clásico de Paramonga.

## Historia

### Fundación
Allá por el año 1929 fue fundado por Valentín Quezada Larrea, en su condición de administrador general de Sociedad Agrícola Paramonga Limitada, y designaron como primer presidente a Tomás Berénson. El Sport Paramonga nace con el propósito de desarrollar no solo en el aspecto deportivo, sino también el aspecto social.
En sus primeros años se afilió a la Liga de Pativilca donde participó hasta la creación de la Liga Distrital de Paramonga en 1978.
En 1980 fue campeón de la provincia de Chancay (pues aún no se creaba la provincia de Barranca) y participó de la Etapa Departamental de la Copa Perú. En esa fase no pudo alcanzar el cupo a la Etapa Regional que fue obtenido por Atlético Independiente de Cañete.

## Uniforme
- Uniforme titular: Camiseta de rayas negras y blancas, pantalón blanco, medias negras.
- Uniforme alternativo:

## Sede
El club cuenta con su local propio ubicado en la cuadra 1 del Jirón Unión en el distrito de Paramonga.

## Hinchada
Por sus años de existencia, los títulos que ha conseguido y el hecho de nunca haber bajado a Segunda División Distrital, hace que la gente se sienta identificada. En la ciudad de "Paramonga" es el único club con mayor cantidad de fanáticos.

## Palmarés

### Torneos regionales
- Liga Provincial de Chancay: 1980.
- Liga Distrital de Paramonga: 1980, 1983, 1992.
- Liga Distrital de Pativilca: 1953, 1955, 1962, 1977, 1978.
- Subcampeón de la Liga Distrital de Paramonga: 2012, 2013, 2015, 2019.